# Абади, Фарах
Фарах Абади (швед. Farah Abadi), урождённая Эрихсен (швед. Farah Erichsén; род. 18 января 1988 года в Вестервик) — шведская телеведущая и радиоведущая.

## Биография
Родилась 18 января 1988 года в Вестервике, лен Кальмар. Выросла в Ландскруне.
В 2012—2014 годах работала ведущей на Din Gata 100,6 — местной радиостанции в Мальмё, принадлежащей Шведскому радио.
В 2014 году Фарах дебютировала на телевидении, став одной из ведущих летнего шоу «Sommarlov» на государственном канале SVT — вместе с Малин Ульссон, Риялом Мбамбой и Александром Херманссоном. В 2015 году вновь вела ту же программу — с теми же соведущими, за исключением Ольссон. Параллельно в 2014—2015 годах она вела собственное шоу на Шведском радио под названием «P3 med Farah Abadi», а в 2015 году стала ведущей программы Morgonpasset вместе с Аранчей Альварес.
В 2015 году Абади, вместе с певцом Оскаром Зия, была общественным послом Musikhjälpen — ежегодного благотворительного проекта Шведского радио, призванного собрать средства на то или иное общественно полезное дело (в 2015 году деньги собирались на борьбу с изменением климата) Вновь стала публичным послом Musikhjälpen в 2016 году (проект был посвящён африканским детям, ставшим беженцами из-за боевых действий). Наконец, в 2017 году она стала одной из ведущих Musikhjälpen — на этот раз темой проекта стала борьба с детским подневольным трудом и детской проституцией. Вновь вела программу в 2018 и 2019 годах.
В 2016 году Фарах Абади, совместно с Гиной Дирави, вела шведский отборочный этап Евровидения.